# Cemfjord
Die Cemfjord war ein Frachtschiff des zur Hamburger Brise-Gruppe gehörenden Schifffahrtsunternehmens Baltrader Schifffahrtsgesellschaft, das auf den Seetransport von Zement und die Bereederung entsprechender Schiffe spezialisiert ist.
Die Cemfjord fuhr zuletzt unter zypriotischer Flagge. Das Schiff havarierte am 3. Januar 2015 vor den Orkney-Inseln in schwerer See und sank am 4. Januar vollständig. Die achtköpfige Besatzung wurde nie gefunden und ist vermutlich tot.

## Geschichte

### Bau, Indienststellung und Umbau
Das Schiff wurde 1984 von der Detlef Hegemann Rolandwerft  in Bremen gefertigt und gehörte zur Typ-3-Baureihe. Die Kiellegung des Schiffes fand am 15. Februar, der Stapellauf am 31. August 1984 statt. Die Ablieferung des als Margareta in Dienst gestellten Schiffes erfolgte am 30. November 1984 an die Reederei Thekla Schepers MS Margareta & Co. in Haren (Ems). 1995 übernahm die Shark Shipping Company in Willemstad das Schiff. 1998 erfolgte der Umbau zum Zementfrachter durch die Morska Stocznia Remontowa in Swinemünde. 2004 erfolgte der Verkauf an die Arouno Shipping Company und die Umbenennung in Cemfjord.

### Grundberührung 2014
Die Cemfjord lief im Juli 2014 vor der Insel Læsø vor der Küste Dänemarks auf Grund. Laut Polizeibericht war der 57-jährige russische Kapitän betrunken und hatte einen Blutalkoholwert vom Zweifachen des erlaubten Limits. Brise Schifffahrt in Hamburg erklärte, ein Notfallteam entsandt und Kapitän sowie Ersten Offizier durch polnische Seeleute ersetzt zu haben, die schon lange für die Reederei arbeiteten.
Die Cemfjord hatte nach Angaben von Brise Schifffahrt zuletzt im Dezember 2014 eine Inspektion ohne Beanstandungen absolviert.

### Havarie 2015
Die Cemfjord war Anfang Januar 2015 mit 2000 Tonnen Zement auf dem Weg von Aalborg in Dänemark nach Runcorn, einem Hafen nahe Liverpool an der britischen Westküste. Die Mannschaft bestand nach Angaben der Reederei zu dem Zeitpunkt aus sieben Polen und einem Philippiner.
Am Freitag, den 2. Januar, gegen 13 Uhr UTC, wurde das Schiff zum letzten Mal gesichtet. Am darauffolgenden Samstag gegen 14 Uhr entdeckte die Besatzung der NorthLink-Passagierfähre Hrossey den aus dem Wasser ragenden Bug der gekenterten Cemfjord. Offenbar war das Schiff in der Meerenge Pentland Firth, 15 Meilen nordöstlich der schottischen Hafenstadt Wick, 10 Seemeilen östlich der Pentland Skerries, im Sturm gekentert. Ein Notruf wurde nicht abgesetzt. Weder die Reederei Brise noch das zuständige MRCC nahmen eine Nachricht auf. Zwischen der letzten bestätigten Sichtung und der Entdeckung lagen gut 24 Stunden, die von zeitweisen Unwettern in diesem Gebiet geprägt waren. Am Sonntag, den 4. Januar, sank das Schiff vollständig.
Die Küstenwache der Shetland-Inseln (Shetland Coastguard der RNLI) koordinierte die Suchaktion. Mehrere Schiffe und Hubschrauber suchten die See ab und setzten die Suche bei Tageslicht am 4. Januar 2015 fort. Am Sonntag, den 4. Januar, war der Wind bei erheblich besserer Sicht deutlich abgeflaut. Die Windstärke lag nur noch bei 5 bis 6 statt bei 9 wie am Vortag. Vier Rettungsboote aus Stromness, Scrabster, Longhope und Wick suchten koordiniert zwischen den Inseln South Ronaldsay in Orkney und dem offenen Meer nordöstlich von Wick. Zwei SAR-Hubschrauber, ein Sikorsky der Shetland Coastguard und einer der RAF und eine Reihe weiterer Schiffe waren an der Suche beteiligt. Die Suchmannschaften nahmen an, dass das Schiff westwärts abgetrieben wurde, da sich das Wrack nahe der Isle of Stroma befindet. Am Sonntag wurde die Suche nach den vermissten Seeleuten eingestellt. Das Wrack wurde am 4. Januar von dem Mehrzweckschiff Pharos rund zehn Seemeilen östlich der Pentland Skerries in etwa 70 Meter Tiefe mittels Sonar geortet.
Aufgrund der Wassertiefe, in der das Wrack liegt, und der starken Strömungen in dem Gebiet, wurde von einer Bergung des Wracks abgesehen. Die Seeleute, die sich zum Zeitpunkt der Havarie des Schiffes an Bord befanden, wurden nie gefunden. Es wird angenommen, dass sie sich nach dem Kentern des Schiffes nicht befreien konnten und mit dem Schiff untergegangen sind.

#### Untersuchung
Eine Untersuchung des Vorfalls durch die britische Marine Accident Investigation Branch (MAIB) kam zu folgenden Ursachen für die Havarie:
- Die außergewöhnlich schweren Seebedingungen im Pentland Firth führten zum Untergang des Schiffs – sie waren vorhersehbar und hätten vermieden werden können.
- Die Reiseplanung war ungenügend. Die Entscheidung des Kapitäns, die Reise fortzusetzen statt Schutz zu suchen war wahrscheinlich durch die Unterschätzung der Schwere des bevorstehenden Schlechtwetters, seiner persönlichen Entschlossenheit zum Erfolg und seiner mangelnden Bereitschaft, das Schiff durch die schwere See zu drehen, begründet.
- Die Stabilität des Schiffes genügte wahrscheinlich nicht den Mindestanforderungen und bot keinen genügenden Schutz gegen das Kentern.
- Die Cemfjord hatte mehrere bedeutende Sicherheitsmängel für die der Flaggenstaat Ausnahmegenehmigungen ausstellte, die es dem Schiff möglich machten, seine Reise zu beginnen. Es gab keine Hinweise, dass eine Reiseunterbrechung zur Mängelbeseitigung in Erwägung gezogen wurde.[10]

## Technische Daten
Der Antrieb des Schiffes erfolgte durch einen Sechszylinder-Viertakt-Dieselmotor des Herstellers Klöckner-Humboldt-Deutz (Typ: SBV 6 M 628) mit 1175 kW Leistung. Der Motor wirkte über ein Getriebe auf den Propeller. Für die Stromversorgung an Bord standen zwei Dieselgeneratoren mit jeweils 154 kVA Scheinleistung sowie ein Notgenerator mit 40 kVA Scheinleistung zur Verfügung. Das Schiff war mit einem Bugstrahlruder mit 136 kW Leistung ausgerüstet.
Das Schiff verfügte über zwei Laderäume mit jeweils rund 1100 m³ Fassungsvermögen. Die Böden der Laderäume fielen von vorne bzw. hinten zur Mitte hin ab, so dass der lose Zement zum in der Mitte zwischen den beiden Räumen befindlichen System zum Löschen fließen konnte. Die Laderäume konnten über jeweils zwei mittschiffs angeordnete Einlässe in den Lukendeckeln bzw. mit Hilfe von Druckluft über jeweils vier Schlauchanschlüsse pro Laderaum beladen werden. Zum Löschen stand ein zwischen den beiden Laderäumen auf der Backbordseite des Schiffes angeordnetes Manifold zur Verfügung, über das die Zementladung abgepumpt werden konnte. Auf diesem Wege konnten rund 150 Tonnen Zement pro Stunde gelöscht werden. Für die Übernahme von Schläuchen stand auf der Backbordseite ein Kran zur Verfügung.
Die Decksaufbauten befanden sich im achteren Bereich des Schiffes.